# Oku-hyōga Rock
Der Oku-hyōga Rock (japanisch 奥氷河岩 Oku-hyōga-iwa, norwegisch Indre Brenabben, beiderseits übersetzt Innerer Gletscherfelsen) ist ein Nunatak an der Prinz-Harald-Küste im ostantarktischen Königin-Maud-Land. Er ist die südlichste Felsformation an der Ostflanke des Shirase-Gletschers.
Luftaufnahmen und Vermessungen einer 1957 bis 1962 dauernden japanischen Antarktisexpedition, infolge derer auch die Benennung erfolgte, dienten seiner Kartierung. Das Advisory Committee on Antarctic Names übertrug die japanische Benennung 1968 in einer Teilübersetzung ins Englische.